# 棕色人种

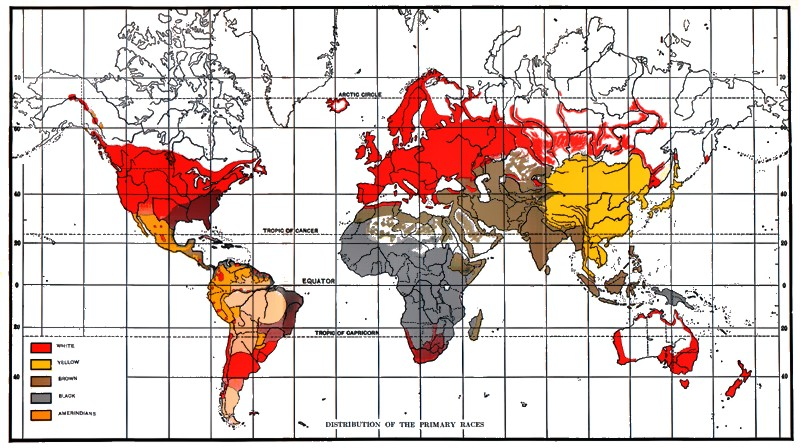
洛斯罗普·斯托达德在《有色人種與世界最優白人對立的上升趨勢》(1920年)中繪製的全球人種圖，其中棕色區域標示棕色人種。

棕色人種 (Brown) 是人種和族群分類法中的一個項目。如黑人、黃種人和白人一樣，它是基於人類膚色的人類分類學術語，但這並非生物分類，而實際上所有智人同屬一屬及一種並沒有任何亞種。
曾經棕色人種被歸類為尼格羅人種，但後來發現兩者身高特徵有顯著分別，因而被獨立出來。棕色人種雖然稱為棕色，但卻不比黑人中如班圖人膚色要淺，實際上兩者膚色同樣黝黑，差異不大。
棕色人種一般指達羅毗荼人、安達曼人、美拉尼西亞人、澳洲原住民、俾格米人等。至於馬來民族、波利尼西亞人、密克羅尼西亞人、美洲原住民一般被歸類為黃種人，而非棕色人種。

## 歷史定義
人类学学家，把大洋洲原住民和太平洋岛民归类为“棕色人种”。棕色人种皮肤为棕色或巧克力色，头发棕黑色并且卷曲，鼻子宽，口鼻部前突，胡子和体毛發達（黑人毛发稀少）。当时，在东南亚挖掘的化石显示中石器时代的东南亚人骨骼类似于所谓的棕色人种。